# 卡氏隆胎鳚
卡氏隆胎鳚（學名：Emblemaria caycedoi），為輻鰭魚綱鳚形目煙管鳚科隆胎鳚屬的一種，種名是為了紀念1978年去世的年輕海洋生物學家 Enrique Caycedo Lara，分布於中西大西洋哥倫比亞普羅維登西亞島及委內瑞拉海域，深度10至30公尺，本魚體延長，頭短鈍，無刺，吻部有2條光滑的縱脊，口腔頂部兩側各有1排14-16顆牙齒，眼上有1條觸鬚，鼻孔有短鬚，無側線、無鱗片，背鰭硬棘19-21枚、背鰭軟條14-15枚，雄魚背鰭隆起呈帆狀，第5硬棘最長，臀鰭硬棘2枚、臀鰭軟條22-23枚，體淺棕色，有深色斑點，前鰓蓋骨後緣和尾鰭基部有不明顯的條紋，臉頰後部和後側中部有小的深色斑點，體長可達3.8公分，棲息在沙石底質水域，通常躲在空的蠕蟲管中，以浮游動物為食，雌魚產附著性卵，由雄魚守護魚卵，生活習性不明。